# زيري بن مناد الصنهاجي
الأمير زيري بن مناد الصنهاجي مؤسس السلالة الزيرية الحاكمة التي حكمت المغرب الأوسط وإفريقية، (تيارت، آشير، بجاية، تونس، المسيلة، سطيف، قسنطينة، إلخ. .) وهو جد المعز بن باديس. ولد بمدينة المدية بالمغرب الأوسط (الجزائر حاليا). يعد أول من ملك من بيت صنهاجة البربرية وباني مدينة أشير وكانت مدة ملكه ستا وعشرين سنة.  قُتل زيري بن مناد في معركة ضد سيد المسيلة جعفر بن علي المغراوي سنة 360ه‍.

## حكمه
كان زيري من مؤيدي الفاطميين حيث حارب الخوارج في المغرب الأوسط ودخل معهم في حروب ضد كل من مغراوة وبنو يفرن، وتكريماً له عينه الخليفة الفاطمي المنصور والياً على ولاية إفريقية والمغرب الأوسط .

## وفاته
في ثورة أبو يزيد الزناتي الخارجي حاربه زيري وقتله، ودخل في حرب مع زناتة في بلاد الزاب بنواحي المسيلة وهم بنو برزال وما جاورهم بعدما انتقل الخليفة الفاطمي إلى القاهرة، وعين جعفر بن حمدون الأندلسي والياً على إفريقية لكن جعفر بدّل ولائه إلى الأمويين بالأندلس، حاول زيري القضاء على هذه الثورة لكنه قُتل  ونقل رأسه إلى خليفة قرطبة الحكم المستنصر بالله .
تمكن إبنه بولوغين بن زيري من أن يصبح الحاكم على جميع إفريقية والمغرب الأوسط .

## تراثه

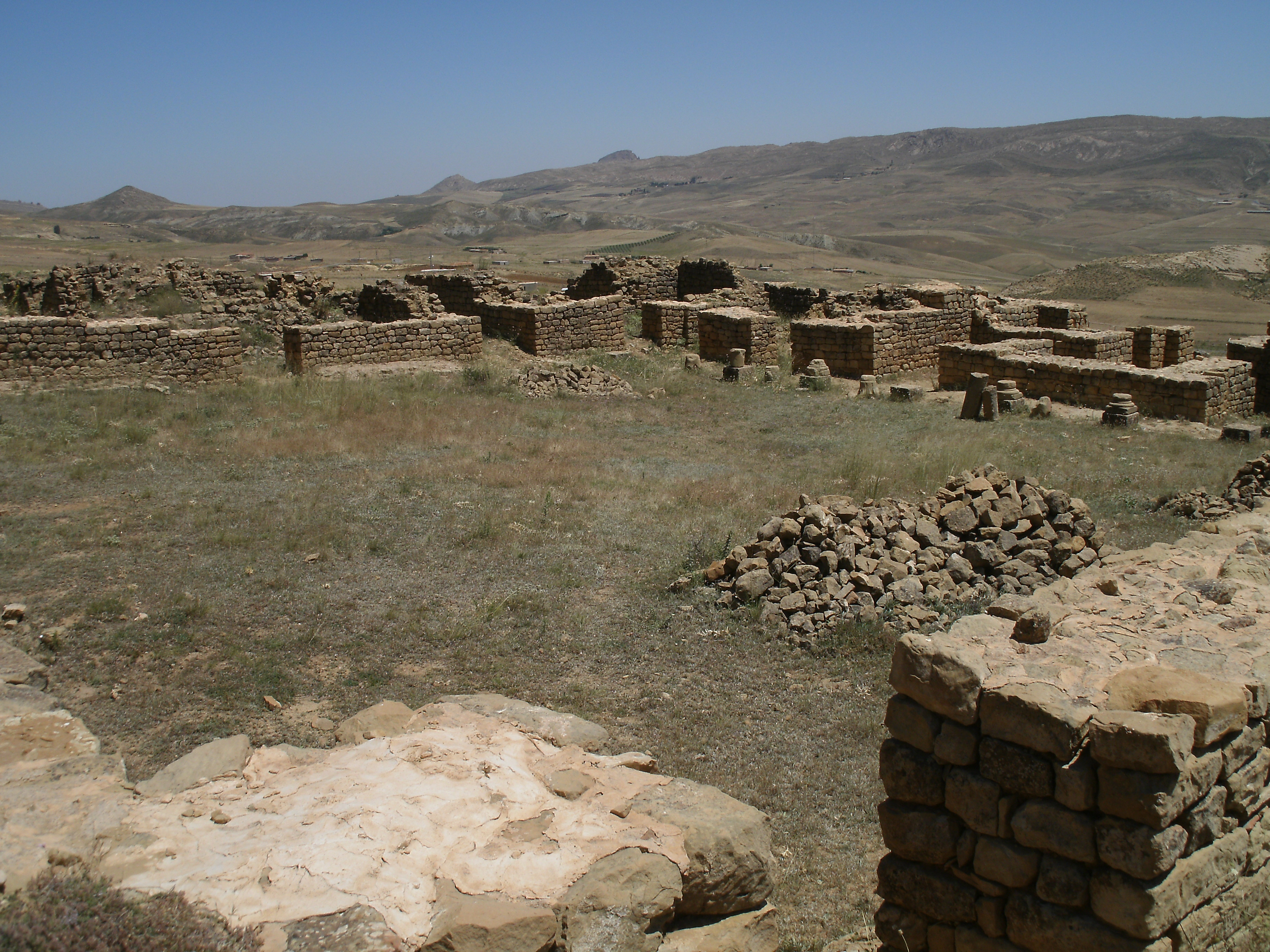
آشير

بنى مدينة آشير بالمغرب الأوسط حيث مواطن قبيلته وحصنها واتخذها مركزاً لحكمه.